# Rás 2
Rás 2 (pol. Kanał 2) – islandzka publiczna stacja radiowa, należąca do Ríkisútvarpið. Została założona w 1983 r. Jest stacją radiową dla szerszej publiczności. Nadaje audycje informacyjne, muzyczne (głównie z muzyką pop i rock), sportowe.

## Logo
| do 31 marca 2011   | niebieski napis RÁS, nad napisem niebieska „twarz” ze szpiczastym „nosem”, w niej biała cyfra 2.                                 |
| od 1 kwietnia 2011 | na pomarańczowym tle biały znak firmowy RÚV w kształcie koła, obok niego biały napis RÁS i kwadrat, a w nim pomarańczowa cyfra 2 |

## Nadawanie

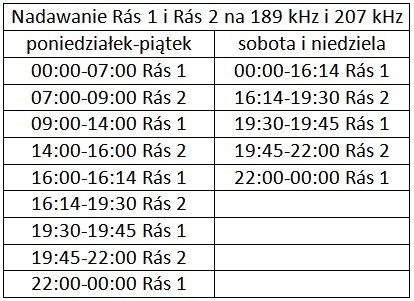
Rozkład nadawania Rás 1 i Rás 2 na falach długich

Rás 2 nadaje na falach ultrakrótkich na terenie całej Islandii na 92 częstotliwościach, drogą satelitarną, na stronie internetowej Rás 2 i na falach długich o częstotliwości 189 kHz z Hellissandur i 207 kHz z Eidar.